# Arday Géza
Arday Géza (Budapest, 1973. február 4. –) József Attila-díjas magyar irodalomtörténész, író és tanár. Önálló kötetek és monográfiák szerzője.

## Életpálya
1999-ben Budapesten, a Károli Gáspár Református Egyetem Bölcsészettudományi Karán szerzett tanári diplomát. Egyetemi utolsó évében már tanított; első tanári állása az Istenhegyi úti osztrák iskolában volt.
Három évig a környezetvédelmi tárcánál tanácsosként dolgozott, majd 2002 után éveken keresztül ismét tanárként vállalt állást. Ebben az időszakban egyéni kutatásai alapján irodalomelméleti és esszéköteteket jelentetett meg külföldön. Kormányhivatalnokként az agrár tárcánál, majd a Nemzeti Fejlesztési Minisztériumban volt középvezető, azután két és fél évig a Miniszterelnökségen dolgozott. 2014-től két esztendeig a kulturális kabinet (EMMI) tanácsadója volt. 2015-től a Szellemi Tulajdon Nemzeti Hivatalának Szerzői Jogi Szakértői Testületének tagja és szakértője.
Tanulmányai magyarországi és külföldi folyóiratokban jelennek meg. Hazai, külhoni intézményekben és szervezeteknél tart előadásokat.

## Társadalmi tevékenység
A '90-es években a Sárospataki Nyári Anyanyelvi Kollégium Egyesületének alelnöke, majd a Konzervatív Fiatalok Klubjának (KOFIK-nak) volt elnökségi tagja, ahol kulturális összejöveteleknek nyújtott teret. A '90-es évek végén Magyarok Világszövetsége (MVSZ) Ifjúsági Tagozatának az elnökeként tevékenykedett.
Több hazai és határon túli szervezet és intézmény munkáját segítette. Rendszerváltás utáni alapítása után a Magyar Történelmi Családok Egyesületének az elnökségi tevékenységében is részt vett. Munkája mellett az elmúlt két évtized alatt társadalmi szervezetek életében vállalt szervező feladatot. Másfél évtized óta tagja a Johannita Rend Magyar Tagozatának, ahol a Rend tagozati folyóiratát szerkesztette 2011 és 2015 között.
A kultúra és művészet iránti elkötelezett alkotóként kiállítások megnyitásával és kötetek szerkesztésével is foglalkozik. 2001 óta a Magyar Írók Egyesületének tagja.

## Díjak
- Erdélyért Emlékérem (1994)
- Herman Ottó-díj (1999)
- Móricz Zsigmond-ösztöndíj (2001)
- József Attila-díj (2021)[1]

## Kötetek
- Szabó Dezső szemlélete és egyénisége; Budapest, Szenci Molnár Társaság, 2003
- Beke Albert (h)arcai; Budapest, Szenci Molnár Társaság, 2003
- De hol vannak a gyerekek?; Hága, Mikes International, 2006
- Írók az emigrációban. Nyugati magyar irodalom, Hága, Mikes International,  2008
- Hódító szellemek – Tizenhárom esszé, Hága, Mikes International, 2009
- Ami a tankönyvekből kimaradt. Irodalomóra haladóknak; Budapest, Nyitott Könyv, 2011
- A tehetség az emberé, a nagyság a sorsé; Budapest, Nyitott Könyv, 2013
- Gyermektelen írók a diktatúra idején; Budapest, L'Harmattan–Könyvpont, 2013
- A Johannita Rend Magyar Tagozatának arcképei. Hálakötet a 90 esztendőért; Budapest, L'Harmattan, 2014
- Horizontmentés. Esszék, tanulmányok, pályaképek; Budapest, L'Harmattan, 2015
- Tegnap is van, nem csak holnap, Budapest, L'Harmattan, 2015
- Szellemi iránytű az emigrációban, Cs. Szabó László pályaképe; Budapest, L'Harmattan, 2018
- Aki mindent másként lát; Budapest, L'Harmattan, 2018
- Errefelé sok a valóság. Tanulmányok és esszék; L'Harmattan, Budapest, 2019
- A sorskereső. Borbély László írói világa; L'Harmattan, Budapest, 2021
- Magamhoz rendeződtem. Emberek, emlékek, történetek; Budapest, L' Harmattan, 2021
- Kísért a múlt. Lélekmérgező írók és ami mögöttük van. Ávós írók, funkcionárius szülők íróvá vált gyerekei és művei; L'Harmattan, Bp, 2022

## Forrás
- Bárány Tamás: Sorsukra hagyott szélmalmok, Lyukasóra, 2003. 11. sz., 34. old.
- Földes Anna: Gyermektelenek ajándéka gyermekeinknek, Népszava, 2008. szept., 6. old.
- Dr. Beke Albert: Ismét van nagy esszéírónk, in: Keserű igazságok, Budapest, L'Harmattan Kiadó, 2014, 290-295. old.
- Majtényi Zoltán: Irodalomszemléleti remekmű, Kapu, 2014. júl.-aug., 64-66. old.
- Szilléry Éva: Arcképek, sorsok és életutak mentén, Magyar Hírlap, 2014. július 4.
- Hungarian World Encyclopedia, I. köt., 2008, 52. old.
- Honlap: https://ardaygeza.hu/